# Vanuatus fotbollsförbund
Vanuatus fotbollsförbund, officiellt Vanuatu Football Federation, är ett specialidrottsförbund som organiserar fotbollen i Vanuatu.
Förbundet grundades 1934 och gick med i OFC 1988. De anslöt sig till Fifa år 1988. Vanuatus fotbollsförbund har sitt huvudkontor i staden Port Vila.